# Aqueduc du mésencéphale
L'aqueduc du mésencéphale (aqueduc de Sylvius dans l'ancienne nomenclature) est un canal reliant le troisième et le quatrième ventricule. Il est empli de liquide cérébrospinal.

## Anatomie
L'aqueduc du mésencéphale est circulaire dans le plan transverse, avec un diamètre d'environ 1-2 mm. Il mesure environ 15 mm de long et est divisé en 3 portions, une partie antérieure, l'antre et une partie postérieure.

### Rapports anatomiques
Il se trouve dans la continuité du troisième ventricule, en dessous de la commissure postérieure.
Dans le sens caudal, il se trouve dans la continuité du quatrième ventricule, à la jonction du mésencéphale et du pont.
Dans le sens antéropostérieur, ils situe entre le tegmentum ventral et le tectum plus dorsal.
Il est circonscrit par la substance grise périaqueducale. 

### Embryologie
L'aqueduc du mésencéphale, à l'instar des autres structures du système ventriculaire, se développe à partir de la partie centrale du tube neural.

## Pathologies liées
Une sténose de l'aqueduc, c'est-à-dire un rétrécissement de celui-ci, peut obstruer le flux de LCR et peut être une cause d'une hydrocéphalie. Ce rétrécissement peut être congénital ou bien être secondaire à une tumeur compressive (comme par exemple un pinéaloblastome). 
Cette anomalie peut être mise en évidence par IRM, et notamment par IRM à contraste de phase.

## Étymologie
L'aqueduc du mésencéphaléphale provient de la portion du tube neural présent dans le développement du mésencéphale, d'où ce nom.  
L'ancien nom de cette structure provient d'une description faite par Franciscus Sylvius en 1650, bien qu'il ne soit pas le premier à la décrire.

## Référence
1. 1 2  Jessica M. Rubino et Jeffery P. Hogg, « Neuroanatomy, Cerebral Aqueduct (Sylvian) », dans StatPearls, StatPearls Publishing, 2025 (PMID 31082032, lire en ligne)
2. ↑  First aid for the USMLE step 1 2010 20th Anniversary edition, McGraw-Hill Medical, 2010 (ISBN 978-0-07-163340-6)
3. ↑  (en) Jacob Edward Schmidt, Medical discoveries : who and when, Charle C Thomas, 1959 (ISBN 978-1258422950, lire en ligne), p. 32
4. ↑  (en) Peter J. Koehler, Neurological Eponyms, Oxford University Press, 2000, 386 p. (ISBN 978-0-19-513366-0, lire en ligne), p. 54